# Шеклашвілі Шалва Спиридонович
Шалва Спиридонович Шеклашвілі (21 травня 1908, село Гориса, тепер Сачхерського муніципалітету, Грузія — ?, Грузія) — грузинський радянський державний діяч, керуючий тресту «Чіатурмарганець» Грузинської РСР. Депутат Верховної ради Грузинської РСР 3-го скликання. Депутат Верховної Ради СРСР 4-го скликання.

## Життєпис
Трудову діяльність розпочав у 1925 році робітником копалень у Чіатурі. У 1925 році вступив до комсомолу. До 1930 року працював шахтарем, вибійником, робітником Чіатурської гірничо-збагачувальної фабрики Грузинської РСР.
Член ВКП(б) з 1930 року.
У 1935 році закінчив Закавказький індустріальний (політехнічний) інститут імені Кірова в Тифлісі.
У 1935—1949 роках — начальник дільниці рудоуправління імені Сталіна тресту «Чіатурмарганець»; інженер із техніки безпеки, відповідальний виконавець із підготовки кадрів тресту «Чіатурмарганець»; заступник керуючого і головного інженера тресту «Чіатурмарганець» Грузинської РСР.
У 1949—1970 роках — керуючий тресту «Чіатурмарганець» Грузинської РСР.
Подальша доля невідома.

## Нагороди
- три ордени Трудового Червоного Прапора
- орден Червоної Зірки
- орден «Знак Пошани»
- медаль «За доблесну працю у Великій Вітчизняній війні 1941—1945 рр.»
- медалі